# Shahrestān-e Sīrjān
Shahrestān-e Sīrjān (persiska: شهرستان سيرجان, سيرجان) är en delprovins (shahrestan) i Iran.   Den ligger i provinsen Kerman, i den centrala delen av landet, 800 km sydost om huvudstaden Teheran.
Delprovinsen hade 324 103 invånare 2016.